# Franco Boiardi
Franco Boiardi (Reggio Emilia, 28 marzo 1931 – Roma, 26 settembre 2009) è stato un politico italiano.

## Biografia
In gioventù militò nella Democrazia Cristiana, che lasciò negli anni 1950 per aderire al Partito Socialista Italiano.
Nel 1964 aderisce alla scissione che porta alla nascita Partito Socialista Italiano di Unità Proletaria, con cui alle elezioni politiche del giugno 1968 è il primo dei non eletti alla Camera dei Deputati nella V legislatura, ma subentra in carica a fine agosto al posto del deputato Umberto Zurlini, deceduto. Rimane in carica fino al 1972, anno in cui poi, con una parte del PSIUP, aderisce al Partito Comunista Italiano.
Negli anni '70 ricoprì l’incarico di presidente dell’Arcispedale di Reggio Emilia. In seguito lasciò il PCI per rientrare nel PSI; fu anche membro del Comitato di gestione dei Teatri e del Coreco.
È morto il 26 settembre 2009 all'età di 78 anni.